# Liste der Auszeichnungen von Big Bang

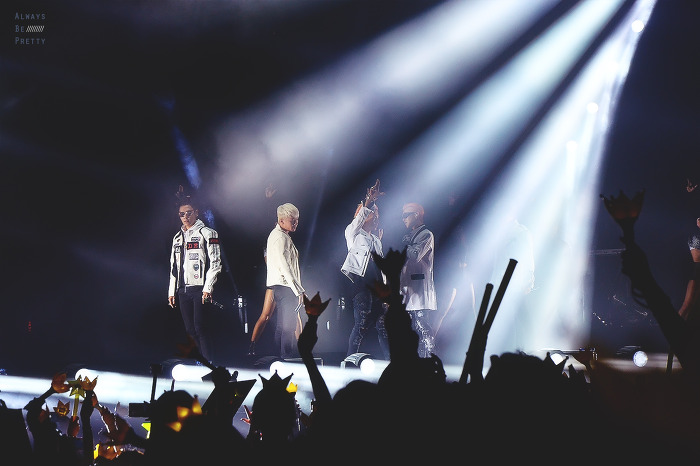
Big Bang im Juni 2015

Dies ist eine Liste der Auszeichnungen und Nominierungen der südkoreanischen Boygroup Big Bang. Diese wurde für 171 Preise nominiert und gewann davon 121.

## Südkorea

### Cyworld Digital Music Awards
| Jahr | Nominierung         | Preis                         | Ergebnis | Ref.  |
| ---- | ------------------- | ----------------------------- | -------- | ----- |
| 2006 | La La La            | Rookie of the Month (October) | Gewonnen | [ 1 ] |
| 2007 | Lies                | Song of the Month (August)    | Gewonnen | [ 2 ] |
| 2007 | Lies                | Song of the Month (September) | Gewonnen | [ 3 ] |
| 2007 | Last Farewell       | Song of the Month (December)  | Gewonnen | [ 4 ] |
| 2008 | Haru Haru           | Song of the Month (August)    | Gewonnen | [ 5 ] |
| 2008 | Sunset Glow         | Song of the Month (November)  | Gewonnen | [ 6 ] |
| 2009 | Lollipop feat. 2NE1 | Song of the Month (April)     | Gewonnen | [ 7 ] |
| 2009 | Hallelujah          | Bonsang                       | Gewonnen | [ 8 ] |
| 2012 | Blue                | Song of the Month (February)  | Gewonnen | [ 9 ] |
| 2012 | Fantastic Baby      | Song of the Month (March)     | Gewonnen | [ 9 ] |

### Korean Music Awards
| Jahr | Nominierung | Preis                                                | Ergebnis  | Ref.   |
| ---- | ----------- | ---------------------------------------------------- | --------- | ------ |
| 2008 | Big Bang    | Dance & Electronic Musician of the Year Netizen Vote | Gewonnen  | [ 10 ] |
| 2015 | Big Bang    | Artist of the Year                                   | Nominiert | [ 11 ] |
| 2015 | Big Bang    | Group Musician of the Year Netizen Vote              | Gewonnen  | [ 11 ] |
| 2015 | Bae Bae     | Song of the Year                                     | Gewonnen  | [ 11 ] |
| 2015 | Bae Bae     | Best Rap & Hip-Hop Song                              | Nominiert | [ 11 ] |
| 2015 | Loser       | Best Pop Song                                        | Gewonnen  | [ 11 ] |

### Gaon Chart Music Awards
| Jahr | Nominierung            | Preis                           | Ergebnis  | Ref.          |
| ---- | ---------------------- | ------------------------------- | --------- | ------------- |
| 2011 | Love Song              | Song of the Year (April)        | Gewonnen  | [ 12 ]        |
| 2012 | Blue                   | Song of the Year (February)     | Gewonnen  | [ 13 ]        |
| 2012 | Fantastic Baby         | Song of the Year (March)        | Gewonnen  | [ 14 ]        |
| 2012 | Alive                  | Album of the Year (1st Quarter) | Gewonnen  |               |
| 2015 | Loser                  | Song of the Year (May)          | Gewonnen  | [ 15 ]        |
| 2015 | Bang Bang Bang         | Song of the Year (June)         | Gewonnen  | [ 15 ]        |
| 2015 | If You                 | Song of the Year (July)         | Gewonnen  | [ 15 ]        |
| 2015 | Let's Not Fall In Love | Song of the Year (August)       | Gewonnen  | [ 15 ]        |
| 2015 | Big Bang               | Most Influential Group in Asia  | Gewonnen  | [ 15 ]        |
| 2016 | Fxxk It                | Song of the Year (December)     | Gewonnen  | [ 16 ] [ 17 ] |
| 2016 | Last Dance             | Song of the Year (December)     | Nominiert | [ 16 ] [ 17 ] |
| 2016 | Girlfriend             | Song of the Year (December)     | Nominiert | [ 16 ] [ 17 ] |
| 2016 | Made                   | Album of the Year (4th Quarter) | Nominiert | [ 16 ] [ 17 ] |

### Golden Disc Awards
| Jahr | Nominierung | Preis                                   | Ergebnis  | Ref.   |
| ---- | ----------- | --------------------------------------- | --------- | ------ |
| 2007 | Big Bang    | Digital Daesang (Records of the Year)   | Nominiert | [ 18 ] |
| 2007 | Big Bang    | Digital Bonsang (Top 10 Digital Artist) | Gewonnen  | [ 18 ] |
| 2008 | Big Bang    | Digital Daesang (Records of the Year)   | Nominiert | [ 19 ] |
| 2008 | Big Bang    | Digital Bonsang (Top 10 Digital Artist) | Gewonnen  | [ 19 ] |
| 2012 | Big Bang    | Digital Daesang (Records of the Year)   | Nominiert | [ 20 ] |
| 2012 | Big Bang    | Digital Bonsang (Top 10 Digital Artist) | Nominiert | [ 20 ] |
| 2013 | Big Bang    | Digital Bonsang (Top 10 Digital Artist) | Gewonnen  |        |
| 2013 | Big Bang    | MSN International Award                 | Gewonnen  |        |
| 2016 | Loser       | Digital Daesang (Song of the Year)      | Gewonnen  | [ 21 ] |
| 2016 | Loser       | Global Fan's Choice                     | Nominiert | [ 21 ] |
| 2016 | Big Bang    | Digital Bonsang (Top 10 Digital Artist) | Gewonnen  | [ 21 ] |
| 2016 | Big Bang    | iQiyi Best Male Artist                  | Gewonnen  | [ 21 ] |
| 2018 | Big Bang    | Digital Bonsang (Top 10 Digital Artist) | Gewonnen  | [ 22 ] |

### Melon Music Awards
| Jahr | Nominierung    | Preis                           | Ergebnis  | Ref.   |
| ---- | -------------- | ------------------------------- | --------- | ------ |
| 2011 | Tonight        | Daesang                         | Nominiert |        |
| 2011 | Big Bang       | Top 10 Artists                  | Gewonnen  |        |
| 2012 | Big Bang       | Top 10 Artists                  | Gewonnen  |        |
| 2012 | Alive          | Album of the Year               | Nominiert |        |
| 2012 | Big Bang       | Artist of the Year              | Nominiert |        |
| 2012 | Fantastic Baby | Song of the Year                | Nominiert |        |
| 2012 | Fantastic Baby | Global Star Award               | Nominiert |        |
| 2012 | Fantastic Baby | Netizen Popularity Battle Award | Nominiert |        |
| 2015 | M              | Album of the Year               | Nominiert | [ 23 ] |
| 2015 | Big Bang       | Artist of the Year              | Gewonnen  | [ 23 ] |
| 2015 | Big Bang       | Top 10 Artists                  | Gewonnen  | [ 23 ] |
| 2015 | Bang Bang Bang | Song of the Year                | Gewonnen  | [ 23 ] |
| 2015 | Bang Bang Bang | Netizen Popularity Award        | Gewonnen  | [ 23 ] |
| 2017 | Big Bang       | Top 10 Artists                  | Gewonnen  | [ 24 ] |

#### Melon Popularity Award
| Jahr | Empfänger              | Datum        | Ref.          |
| ---- | ---------------------- | ------------ | ------------- |
| 2015 | Loser                  | 11. Mai      | [ 25 ] [ 26 ] |
| 2015 | Loser                  | 18. Mai      | [ 25 ] [ 26 ] |
| 2015 | Loser                  | 25. Mai      | [ 25 ] [ 26 ] |
| 2015 | Loser                  | 1. Juni      | [ 25 ] [ 26 ] |
| 2015 | Loser                  | 8. Juni      | [ 25 ] [ 26 ] |
| 2015 | Bang Bang Bang         | 15. Juni     |               |
| 2015 | Bang Bang Bang         | 22. Juni     |               |
| 2015 | Bang Bang Bang         | 29. Juni     |               |
| 2015 | Bang Bang Bang         | 6. Juli      |               |
| 2015 | If You                 | 13. Juli     |               |
| 2015 | If You                 | 20. Juli     |               |
| 2015 | If You                 | 27. Juli     |               |
| 2015 | Bang Bang Bang         | 3. August    |               |
| 2015 | If You                 | 10. August   |               |
| 2015 | Let's Not Fall in Love | 17. August   |               |
| 2015 | Let's Not Fall in Love | 24. August   |               |
| 2016 | Fxxk It                | 26. Dezember | [ 27 ]        |
| 2017 | Fxxk It                | 2. Januar    | [ 27 ]        |
| 2017 | Fxxk It                | 9. Januar    | [ 27 ]        |
| 2017 | Fxxk It                | 16. Januar   | [ 27 ]        |

### Mnet Asian Music Awards
| Jahr | Nominierung    | Preis                               | Ergebnis  | Ref.          |
| ---- | -------------- | ----------------------------------- | --------- | ------------- |
| 2006 | La La La       | New Group of the Year               | Nominiert | [ 28 ]        |
| 2007 | Lies           | Best Hip-Hop Song                   | Nominiert | [ 29 ] [ 30 ] |
| 2007 | Lies           | Best Male Group                     | Gewonnen  | [ 29 ] [ 30 ] |
| 2007 | Lies           | Song of the Year                    | Gewonnen  | [ 29 ] [ 30 ] |
| 2007 | Lies           | Artist of the Year                  | Nominiert | [ 29 ] [ 30 ] |
| 2007 | Always         | Album of the Year                   | Nominiert | [ 29 ] [ 30 ] |
| 2008 | Day by Day     | Best House and Electronic Song      | Nominiert | [ 31 ] [ 32 ] |
| 2008 | Day by Day     | Best Male Group                     | Gewonnen  | [ 31 ] [ 32 ] |
| 2008 | Day by Day     | Song of the Year                    | Nominiert | [ 31 ] [ 32 ] |
| 2008 | Day by Day     | Artist of the Year                  | Gewonnen  | [ 31 ] [ 32 ] |
| 2009 | Sunset Glow    | Best Male Group                     | Nominiert | [ 33 ]        |
| 2011 | Big Bang       | Best Male Group                     | Nominiert |               |
| 2011 | Love Song      | Best Music Video                    | Gewonnen  |               |
| 2011 | Tonight        | Best Dance Performance - Male Group | Nominiert |               |
| 2011 | Tonight        | Song of the Year                    | Nominiert |               |
| 2011 | Tonight        | Album of the Year                   | Nominiert |               |
| 2011 | Big Bang       | Artist of the Year                  | Nominiert |               |
| 2012 | Big Bang       | Best Male Group                     | Gewonnen  | [ 34 ]        |
| 2012 | Big Bang       | Best Global Group-Male              | Nominiert | [ 34 ]        |
| 2012 | Monster        | Best Music Video                    | Nominiert | [ 34 ]        |
| 2012 | Big Bang       | Artist of the Year                  | Gewonnen  | [ 34 ]        |
| 2012 | Alive          | Album of the Year                   | Nominiert | [ 34 ]        |
| 2015 | Bang Bang Bang | Best Dance Performance              | Nominiert | [ 35 ]        |
| 2015 | Bang Bang Bang | UnionPay Song of the Year           | Gewonnen  | [ 35 ]        |
| 2015 | Bae Bae        | Best Music Video                    | Gewonnen  | [ 35 ]        |
| 2015 | Made           | Album of the Year                   | Nominiert | [ 35 ]        |
| 2015 | Big Bang       | Artist of the Year                  | Gewonnen  | [ 35 ]        |
| 2015 | Big Bang       | Best Male Group                     | Nominiert | [ 35 ]        |
| 2015 | Big Bang       | Weibo Global Fan's Choice           | Nominiert | [ 35 ]        |
| 2015 | Big Bang       | IQiyi Worldwide Favourite Artist    | Gewonnen  | [ 35 ]        |

### Seoul Music Awards
| Jahr | Nominierung    | Preis                                 | Ergebnis  | Ref.   |
| ---- | -------------- | ------------------------------------- | --------- | ------ |
| 2008 | Big Bang       | Artist of the Year                    | Gewonnen  |        |
| 2008 | Big Bang       | Bonsang                               | Gewonnen  |        |
| 2008 | Lies           | Record of the Year in Digital Release | Gewonnen  |        |
| 2009 | Remember       | Record of the Year                    | Gewonnen  | [ 36 ] |
| 2009 | Big Bang       | Bonsang                               | Gewonnen  | [ 36 ] |
| 2009 | Big Bang       | Mobile Popularity Award               | Gewonnen  | [ 36 ] |
| 2009 | Big Bang       | High One Music Award                  | Gewonnen  | [ 36 ] |
| 2012 | Tonight        | Bonsang                               | Nominiert | [ 37 ] |
| 2012 | Big Bang       | Popularity Award                      | Nominiert | [ 37 ] |
| 2013 | Fantastic Baby | Bonsang                               | Gewonnen  |        |
| 2016 | Bang Bang Bang | Record of the Year in Digital Release | Gewonnen  | [ 38 ] |
| 2016 | Big Bang       | Popularity Awards                     | Nominiert | [ 38 ] |
| 2016 | Big Bang       | Bonsang                               | Gewonnen  | [ 38 ] |

### SBS MTV Best of the Best Awards
| Jahr | Nominierung | Preis                             | Ergebnis  | Ref.   |
| ---- | ----------- | --------------------------------- | --------- | ------ |
| 2011 | Big Bang    | Top Rival Award                   | Gewonnen  | [ 39 ] |
| 2011 | Big Bang    | Best Male Group                   | Gewonnen  | [ 39 ] |
| 2011 | Big Bang    | Most Intellectual Idol            | Gewonnen  | [ 39 ] |
| 2011 | Big Bang    | Best Mood Maker                   | Gewonnen  | [ 39 ] |
| 2011 | Big Bang    | Idol to invite to Christmas Party | Gewonnen  | [ 39 ] |
| 2011 | Big Bang    | Global Star Award                 | Nominiert | [ 39 ] |

## International

### Japan Record Awards
| Jahr | Nominierung     | Preis                     | Ergebnis | Ref.   |
| ---- | --------------- | ------------------------- | -------- | ------ |
| 2009 | Big Bang        | New Artist                | Gewonnen | [ 40 ] |
| 2009 | Big Bang        | Best New Artist           | Gewonnen | [ 40 ] |
| 2010 | Tell Me Goodbye | Best Song                 | Gewonnen |        |
| 2016 | Big Bang        | Special Achievement Award | Gewonnen | [ 41 ] |

### Japan Gold Disc Award
| Jahr | Nominierung                                   | Preis                               | Ergebnis | Ref.   |
| ---- | --------------------------------------------- | ----------------------------------- | -------- | ------ |
| 2010 | Big Bang                                      | Best 5 New Artists                  | Gewonnen | [ 42 ] |
| 2013 | Alive                                         | Best 3 Albums (Asian)               | Gewonnen | [ 43 ] |
| 2016 | Bang Bang Bang (Korean Ver.)"                 | Song Of The Year By Download (Asia) | Gewonnen | [ 44 ] |
| 2017 | Big Bang                                      | Best Asian Artist                   | Gewonnen | [ 45 ] |
| 2017 | Made Series                                   | Album of the Year                   | Gewonnen | [ 45 ] |
| 2017 | Made Series                                   | Best 3 Albums                       | Gewonnen | [ 45 ] |
| 2017 | Bang Bang Bang (Japanese Ver.)                | Song Of The Year By Download (Asia) | Gewonnen | [ 45 ] |
| 2017 | BIGBANG 2015 World Tour ~2016 [MADE] In Japan | Best Music Video                    | Gewonnen | [ 45 ] |

### Forbes Korea Power Celebrity
| Jahr | Empfänger | Preis                           | Platzierung | Ref.   |
| ---- | --------- | ------------------------------- | ----------- | ------ |
| 2010 | Big Bang  | Forbes Korea Power Celebrity 40 | 5.          | [ 46 ] |
| 2012 | Big Bang  | Forbes Korea Power Celebrity 40 | 2.          | [ 47 ] |
| 2013 | Big Bang  | Forbes Korea Power Celebrity 40 | 5.          | [ 48 ] |
| 2014 | Big Bang  | Forbes Korea Power Celebrity 40 | 2.          | [ 49 ] |
| 2016 | Big Bang  | Forbes Korea Power Celebrity 40 | 6.          |        |

### MTV Video Music Awards Japan
| Jahr | Nominierung    | Preis                 | Ergebnis | Ref.   |
| ---- | -------------- | --------------------- | -------- | ------ |
| 2010 | Gara Gara Go!  | Best New Artist Video | Gewonnen | [ 50 ] |
| 2010 | Koe o Kikasete | Best Pop Video        | Gewonnen | [ 50 ] |
| 2013 | Fantastic Baby | Best Dance Video      | Gewonnen |        |

### MTV Europe Music Awards
| Jahr | Nominierung | Preis              | Ergebnis | Ref.   |
| ---- | ----------- | ------------------ | -------- | ------ |
| 2011 | Big Bang    | Best Worldwide Act | Gewonnen | [ 51 ] |
| 2011 | Big Bang    | Best Asia Act      | Gewonnen | [ 51 ] |

### MTV TRL Awards Italy
| Jahr | Nominierung | Preis                      | Ergebnis | Ref.   |
| ---- | ----------- | -------------------------- | -------- | ------ |
| 2012 | Big Bang    | Best Fan                   | Gewonnen | [ 52 ] |
| 2016 | Big Bang    | Best Artist From The World | Gewonnen | [ 53 ] |

### Myx Music Awards
| Jahr | Nominierung | Preis                | Ergebnis  | Ref.   |
| ---- | ----------- | -------------------- | --------- | ------ |
| 2012 | Tonight     | Favorite K-Pop Video | Nominiert | [ 54 ] |
| 2013 | Monster     | Favorite K-Pop Video | Nominiert | [ 55 ] |

### Nickelodeon Kids’ Choice Awards
| Jahr | Nominierung | Preis                      | Ergebnis  | Ref.   |
| ---- | ----------- | -------------------------- | --------- | ------ |
| 2017 | Big Bang    | Favorite Global Music Star | Nominiert | [ 56 ] |

### YouTube Music Awards
| Jahr | Nominierung | Preis          | Ergebnis | Ref.   |
| ---- | ----------- | -------------- | -------- | ------ |
| 2015 | Big Bang    | Honored Artist | Gewonnen | [ 57 ] |

### World Music Awards
| Jahr | Nominierung       | Preis                          | Ergebnis | Ref.   |
| ---- | ----------------- | ------------------------------ | -------- | ------ |
| 2014 | Big Bang          | World's Best Group             | Gewonnen | [ 58 ] |
| 2014 | Alive Galaxy Tour | World's Best Live Act          | Gewonnen | [ 58 ] |
| 2014 | Fantastic Baby    | World's Best Video of the Year | Gewonnen | [ 58 ] |

## Weitere Preise
| Jahr                                                   | Empfänger                                        | Preis                                                  | Ergebnis  | Ref.            |
| ------------------------------------------------------ | ------------------------------------------------ | ------------------------------------------------------ | --------- | --------------- |
| 8th MBC Korean Visual Arts Festival                    |                                                  |                                                        |           |                 |
| 2007                                                   | Big Bang                                         | Male Singer Photogenic Award                           | Gewonnen  |                 |
| Asian MUSIC eXtreme Awards 2007                        |                                                  |                                                        |           |                 |
| 2007                                                   | Big Bang                                         | Best Asian Newcomer                                    | Gewonnen  | [ 59 ]          |
| 2007                                                   | Always                                           | Best Asian Hip-Hop album                               | Gewonnen  | [ 59 ]          |
| Nickelodeon Korea Kids' Choice Awards                  |                                                  |                                                        |           |                 |
| 2008                                                   | Big Bang                                         | Best Male Singer                                       | Gewonnen  |                 |
| 2009                                                   | Big Bang                                         | Best Male Artist                                       | Gewonnen  | [ 60 ]          |
| Style Icon Awards                                      |                                                  |                                                        |           |                 |
| 2008                                                   | Big Bang                                         | Male Pop Act                                           | Gewonnen  | Style Icon Asia |
| 35th Korea Broadcast Award                             |                                                  |                                                        |           |                 |
| 2008                                                   | Big Bang                                         | Newcomer Award                                         | Gewonnen  | [ 61 ]          |
| 21st Korea PD Awards                                   |                                                  |                                                        |           |                 |
| 2009                                                   | Big Bang                                         | Best Singer Award                                      | Gewonnen  |                 |
| 2009 Best Hits Song Festival                           |                                                  |                                                        |           |                 |
| 2009                                                   | Big Bang                                         | Gold Artist Award                                      | Gewonnen  |                 |
| 42nd Japan Cable Broadcasting Award                    |                                                  |                                                        |           |                 |
| 2009                                                   | Big Bang                                         | Best Newcomer Award                                    | Gewonnen  |                 |
| JpopAsia Awards                                        |                                                  |                                                        |           |                 |
| 2009                                                   | Big Bang                                         | Best K-Pop artist/band                                 | Gewonnen  | [ 62 ]          |
| Ministry of Culture, Sports and Tourism                |                                                  |                                                        |           |                 |
| 2009                                                   | Big Bang                                         | Artist of the Year                                     | Gewonnen  |                 |
| 2012                                                   | Big Bang's first photobook, 'Extraordinary 20's' | Digital Award                                          | Gewonnen  |                 |
| United Nation Asia Pacific Global Tolerance with Music |                                                  |                                                        |           |                 |
| 2010                                                   | Big Bang                                         | Global Unity Award                                     | Gewonnen  | [ 63 ]          |
| Japanese Grand Prix du Disque                          |                                                  |                                                        |           |                 |
| 2010                                                   | Big Bang                                         | Best Newcomer                                          | Gewonnen  | [ 64 ]          |
| Space Shower Music Video Awards                        |                                                  |                                                        |           |                 |
| 2010                                                   | "Gara Gara Go!!"                                 | Best Choreography Video                                | Gewonnen  | [ 65 ]          |
| Singapore E-Awards                                     |                                                  |                                                        |           |                 |
| 2011                                                   | Big Bang                                         | Most Popular Korean Artist                             | Gewonnen  | [ 66 ]          |
| 2012                                                   | Big Bang                                         | Most Popular Korean Artist                             | Nominiert | [ 67 ]          |
| 2013                                                   | Big Bang                                         | Most Popular Korean Artist                             | Nominiert | [ 68 ]          |
| 2013                                                   | "Fantastic Baby"                                 | Most Popular Music Video (K-pop)                       | Nominiert | [ 68 ]          |
| 2012                                                   | Tonight Special Edition                          | Platinum Awards                                        | Gewonnen  |                 |
| 2012                                                   | Alive                                            | Double Platinum Awards                                 | Gewonnen  |                 |
| Rhythmer Awards                                        |                                                  |                                                        |           |                 |
| 2013                                                   | "Bad Boy"                                        | R&B/Soul Single of the Year                            | Nominiert | [ 69 ]          |
| QQ Music Awards                                        |                                                  |                                                        |           |                 |
| 2015                                                   | Big Bang                                         | Most Popular Overseas Group                            | Gewonnen  | [ 70 ]          |
| 2016                                                   | Big Bang                                         | Most Popular Overseas Group                            | Gewonnen  | [ 71 ]          |
| 2016                                                   | Big Bang                                         | Best Selling Foreign Album                             | Gewonnen  | [ 71 ]          |
| 2016                                                   | "Bang Bang Bang"                                 | Best Music Video of the Year                           | Gewonnen  | [ 71 ]          |
| Korea SNS Industry Awards                              |                                                  |                                                        |           |                 |
| 2015                                                   | Big Bang                                         | Director of the Korea Internet & Security Agency Award | Gewonnen  | [ 72 ]          |
| MTV IGGY                                               |                                                  |                                                        |           |                 |
| 2015                                                   | "Bang Bang Bang"                                 | International Song of Summer 2015                      | Gewonnen  | [ 73 ] [ 74 ]   |
| Korea Marketing Awards                                 |                                                  |                                                        |           |                 |
| 2015                                                   | Big Bang                                         | K-pop Division Grand Prize                             | Gewonnen  | [ 75 ]          |
| InStyle Star Icon Awards                               |                                                  |                                                        |           |                 |
| 2016                                                   | Big Bang                                         | Hot Icon 2015                                          | Gewonnen  | [ 76 ]          |
| IFPI (Hong Kong Top Sales Music Award)                 |                                                  |                                                        |           |                 |
| 2016                                                   | "Bae Bae"                                        | List of Ten Best Sales Digital Releases                | Gewonnen  | [ 77 ]          |
| KKBox Music Awards                                     |                                                  |                                                        |           |                 |
| 2016                                                   | Big Bang                                         | Annual Korean Singer                                   | Gewonnen  | [ 78 ]          |
| 2016                                                   | Big Bang                                         | Japan Top 10 Artist (Japanese music)                   | Gewonnen  | [ 79 ]          |
| RTHK International Pop Poll Award                      |                                                  |                                                        |           |                 |
| 2016                                                   | E                                                | Best Selling Korean Album                              | Gewonnen  | [ 80 ]          |
| 2016                                                   | "Bang Bang Bang"                                 | Top Ten International Gold Songs                       | Gewonnen  | [ 80 ]          |
| 2016                                                   | Big Bang                                         | Top Group/Band                                         | Gewonnen  | [ 80 ]          |
| 2017                                                   | Made                                             | The Best Selling Album                                 | Gewonnen  | [ 81 ]          |
| Global V LIVE Awards                                   |                                                  |                                                        |           |                 |
| 2017                                                   | Big Bang                                         | Global Artist Top 10                                   | Gewonnen  | [ 82 ]          |

## Musik Programme

### SBS'sInkigayo
| Jahr | Datum        | Song                     | Album     |
| ---- | ------------ | ------------------------ | --------- |
| 2007 | 9. September | "Lies"                   | Always    |
| 2007 | 16. Dezember | "Last Farewell"          | Hot Issue |
| 2007 | 23. Dezember | "Last Farewell"          | Hot Issue |
| 2008 | 13. Januar   | "Last Farewell"          | Hot Issue |
| 2008 | 24. August   | "Day by Day"             | Stand Up  |
| 2008 | 31. August   | "Day by Day"             | Stand Up  |
| 2008 | 7. September | "Day by Day"             | Stand Up  |
| 2008 | 30. November | "Sunset Glow"            | Remember  |
| 2008 | 7. Dezember  | "Sunset Glow"            | Remember  |
| 2008 | 14. Dezember | "Sunset Glow"            | Remember  |
| 2011 | 6 March      | "Tonight"                | Tonight   |
| 2011 | 13. März     | "Tonight"                | Tonight   |
| 2011 | 20. März     | "Tonight"                | Tonight   |
| 2011 | 17. April    | "Love Song"              | Tonight   |
| 2011 | 24. April    | "Love Song"              | Tonight   |
| 2011 | 1. Mai       | "Love Song"              | Tonight   |
| 2012 | 11. März     | "Blue"                   | Alive     |
| 2012 | 18. März     | "Blue"                   | Alive     |
| 2012 | 25. März     | "Blue"                   | Alive     |
| 2015 | 10. Mai      | "Loser"                  | MADE      |
| 2015 | 17. Mai      | "Loser"                  | MADE      |
| 2015 | 24 Mai       | "Loser"                  | MADE      |
| 2015 | 14. Juni     | "Bang Bang Bang"         | MADE      |
| 2015 | 28. Juni     | "Bang Bang Bang"         | MADE      |
| 2015 | 12. Juli     | "Sober"                  | MADE      |
| 2015 | 16. August   | "Let's Not Fall in Love" | MADE      |
| 2015 | 23. August   | "Let's Not Fall in Love" | MADE      |
| 2016 | 25. Dezember | "Fxxk It"                | MADE      |
| 2017 | 1. Januar    | "Fxxk It"                | MADE      |
| 2017 | 8. Januar    | "Fxxk It"                | MADE      |

### Mnet'sM Countdown
| Jahr | Datum         | Song             | Album     |
| ---- | ------------- | ---------------- | --------- |
| 2007 | 27. September | "Lies"           | Always    |
| 2007 | 25. Oktober   | "Lies"           | Always    |
| 2008 | 17. Januar    | "Last Farewell"  | Hot Issue |
| 2008 | 28. August    | "Day by Day"     | Stand Up  |
| 2008 | 4. September  | "Day by Day"     | Stand Up  |
| 2008 | 11. September | "Day by Day"     | Stand Up  |
| 2008 | 25. September | "Day by Day"     | Stand Up  |
| 2008 | 4. Dezember   | "Sunset Glow"    | Remember  |
| 2011 | 3. März       | "Tonight"        | Tonight   |
| 2011 | 10. März      | "Tonight"        | Tonight   |
| 2011 | 17. März      | "Tonight"        | Tonight   |
| 2011 | 28. April     | "Love Song"      | Tonight   |
| 2012 | 8. März       | "Blue"           | Alive     |
| 2012 | 15. März      | "Fantastic Baby" | Alive     |
| 2012 | 22. März      | "Fantastic Baby" | Alive     |
| 2015 | 14. Mai       | "Loser"          | MADE      |
| 2015 | 21. Mai       | "Loser"          | MADE      |
| 2015 | 11. Juni      | "Bang Bang Bang" | MADE      |
| 2015 | 25. Juni      | "Bang Bang Bang" | MADE      |
| 2015 | 9. Juli       | "Sober"          | MADE      |
| 2016 | 22. Dezember  | "Fxxk It"        | MADE      |
| 2017 | 5. Januar     | "Fxxk It"        | MADE      |
| 2017 | 12. Januar    | "Fxxk It"        | MADE      |

### KBS'sMusic Bank
| Jahr | Datum         | Song                     | Album     |
| ---- | ------------- | ------------------------ | --------- |
| 2007 | 7. September  | "Lies"                   | Always    |
| 2007 | 5. Oktober    | "Lies"                   | Always    |
| 2007 | 12. Oktober   | "Lies"                   | Always    |
| 2007 | 14. Dezember  | "Last Farewell"          | Hot Issue |
| 2007 | 21. Dezember  | "Last Farewell"          | Hot Issue |
| 2008 | 11. Januar    | "Last Farewell"          | Hot Issue |
| 2008 | 1. Februar    | "Last Farewell"          | Hot Issue |
| 2008 | 22. August    | "Day by Day"             | Stand Up  |
| 2008 | 5. September  | "Day by Day"             | Stand Up  |
| 2008 | 12. September | "Day by Day"             | Stand Up  |
| 2008 | 19. September | "Day by Day"             | Stand Up  |
| 2008 | 26. September | "Day by Day"             | Stand Up  |
| 2008 | 21. November  | "Sunset Glow"            | Remember  |
| 2008 | 28. November  | "Sunset Glow"            | Remember  |
| 2008 | 26. Dezember  | "Sunset Glow"            | Remember  |
| 2011 | 4. März       | "Tonight"                | Tonight   |
| 2011 | 11. März      | "Tonight"                | Tonight   |
| 2011 | 18. März      | "Tonight"                | Tonight   |
| 2011 | 22. April     | "Love Song"              | Tonight   |
| 2012 | 6. März       | "Blue"                   | Alive     |
| 2012 | 16. März      | "Blue"                   | Alive     |
| 2015 | 15. Mai       | "Loser"                  | MADE      |
| 2015 | 22. Mai       | "Loser"                  | MADE      |
| 2015 | 21. August    | "Let's Not Fall in Love" | MADE      |
| 2016 | 23. Dezember  | "Last Dance"             | MADE      |
| 2017 | 13. Januar    | "Fxxk It"                | MADE      |
| 2017 | 20. Januar    | "Fxxk It"                | MADE      |

### JTBC'sMusic on Top
| Jahr | Datum    | Song   | Album |
| ---- | -------- | ------ | ----- |
| 2012 | 14. März | "Blue" | Alive |

### MBC'sShow! Music Core
| Jahr | Datum      | Song                     | Album |
| ---- | ---------- | ------------------------ | ----- |
| 2015 | 9. Mai     | "Loser"                  | MADE  |
| 2015 | 16. Mai    | "Loser"                  | MADE  |
| 2015 | 11. Juli   | "Sober"                  | MADE  |
| 2015 | 15. August | "Let’s Not Fall In Love" | MADE  |
| 2015 | 22. August | "Let’s Not Fall In Love" | MADE  |

### MBC Music’s Show Champion
| Jahr | Datum   | Song  | Album |
| ---- | ------- | ----- | ----- |
| 2015 | 20. Mai | Loser | MADE  |